# Vespa unifasciata
Vespa unifasciata är en getingart som beskrevs av Olivier 1791. Vespa unifasciata ingår i släktet bålgetingar, och familjen getingar. Inga underarter finns listade i Catalogue of Life.